# École nationale de cinéma de Łódź
L'École nationale supérieure de cinéma, télévision et théâtre Leon-Schiller de Łódź, en polonais : Państwowa Wyższa Szkoła Filmowa, Telewizyjna i Teatralna im. Leona Schillera w Łodzi (PWSFTViT) est la principale école de cinéma de Pologne.

## Historique
L'École a été fondée en mars 1948 à Łódź, deuxième ville du pays, et devait initialement être déplacée à Varsovie après la reconstruction de la capitale, détruite pendant la Seconde Guerre mondiale. En définitive, l'école est restée à Łódź et est devenue l’une des plus importantes écoles de cinéma d’Europe. Son premier directeur fut le metteur en scène et dramaturge Leon Schiller.
Sous la République populaire de Pologne, le cinéma est considéré comme un moyen de faire des films de propagande communiste. Cependant, les fondateurs de l'établissement gardent en tête qu'il s'agit d'un art. En 2021, Marcin Malatyński, le directeur des relations internationales de l'école, par ailleurs producteur, raconte : 

« Ils subissaient des pressions, mais restaient relativement libres. L'établissement était une oasis culturelle à l'époque du rideau de fer. On y voyait des films étrangers censurés en Pologne. Une voiture diplomatique de l'ambassade des États-Unis déposait dans la nuit des pellicules de films et reportait avec le lendemain, juste avant le lever du jour. Le premier jazz-band du pays est né ici. Cette musique était interdite alors. »

L'école siège dans l'ancienne demeure d'un riche industriel (le palais Oskar Kon (pl)), où figure encore un aigle tsariste au plafond. La salle de cinéma de l'établissement est installée dans l'ancienne salle de bal.

## Composantes
L'école est composée de 4 facultés :
- Faculté d'acteurs - Wydział Aktorski
- Faculté de production télévisuelle - Wydział Operatorski i Realizacji Telewizyjnej
- Faculté de l'organisation cinématographique - Wydział Organizacji Sztuki Filmowej
- Faculté de réalisation cinématographique et télévisuelle - Wydział Reżyserii Filmowej i Telewizyjnej

## Anciens élèves

### Réalisateurs
- Jerzy Antczak
- Tadeusz Chemielewski, Coquille d'or au Festival de Saint-Sébastien en 1958
- Feliks Falk
- Mariusz Grzegorzek, Prix spécial du jury au 18e Festival du film polonais de Gdynia
- Krzysztof Kieślowski[1], nommé aux Oscars du cinéma, Lion d'or, et Ours d'argent
- Kazimierz Kutz
- Andrzej Munk
- Marek Piwowski
- Roman Polanski[1], Oscar du cinéma, BAFTA Award, Golden Globe et Palme d'or
- Barbara Sass
- Jerzy Skolimowski, Ours d'or
- Andrzej Wajda[1], Oscar du cinéma, BAFTA Award, et Palme d'or
- Emily Young, BAFTA Award
- Krzysztof Zanussi, Lion d'or
- Janusz Zaorski, Léopard d'or, Lion d'or du Festival du film polonais de Gdynia
- Mustapha Derkaoui

### Directeurs de la photo
- Hoyte Van Hoytema, nommé pour un Oscar du cinéma et un BAFTA Award
- Paweł Edelman, nommé pour un Oscar du cinéma et un BAFTA Award
- Sławomir Idziak, nommé pour un Oscar du cinéma
- Edward Kłosiński
- Abdelkrim Med Derkaoui
- Jan Jakub Kolski
- Andrzej Kostenko
- Zbigniew Rybczyński, Oscar du cinéma
- Piotr Sobociński, nommé pour un Oscar du cinéma
- Witold Sobociński
- Dariusz Wolski
- Tomasz Cichawa[2]

### Acteurs
- Barbara Brylska
- Małgorzata Foremniak
- Janusz Gajos
- Leonard Pietraszak
- Jan Machulski
- Pola Raksa
- Zbigniew Zamachowski
- Edward Żentara